# オットー・ローミュラー
オットー・ローミュラー（Otto Lohmüller、1943年 - ）はドイツのバーデン＝ヴュルテンベルク州ゲンゲンバッハ生まれの、現役の現代ドイツ人物画家であり、彫刻家、書籍のイラストレーターである。
若い男性（通常は12歳から16歳の間で、主に彼の家族や属する組織から）の裸体描写により論争の余地があると考えられているが、彼の出版された作品には
明白なエロティシズムはいささかも存在しない。
彼の出版された作品はドイツ国立図書館の目録に掲載されている。
彼は、人の姿、そして大抵は最低限の背景のみで、熟達の人物画家として期待通りの作品を作る。
彼の人物画及び彫刻は、彼の町の全年齢の市民、インドや東南アジアへの旅先で出会った人々、著名人らを題材として取り上げている。
いくつかの作品は難解な政治的、社会的注釈が含んでいるが、それは彼の主な主題では無い。
時折、皮肉の利いたファンタジーユーモア作品にも従事するが、基本的には具象派の芸術家である。
彼の作品は通常、極度に緻密であり、セミ‐フォトグラフィックとの境界に接するが、それは独創性を欠いた模倣では無い。
彼のウェブサイトにおいて、ドイツ語による経歴、多くの絵画作品及び少数の彫刻作品を見る事が出来る。

## 著作
Kalos: Gemälde. (Zeus, 1987)